# Just over in the Gloryland

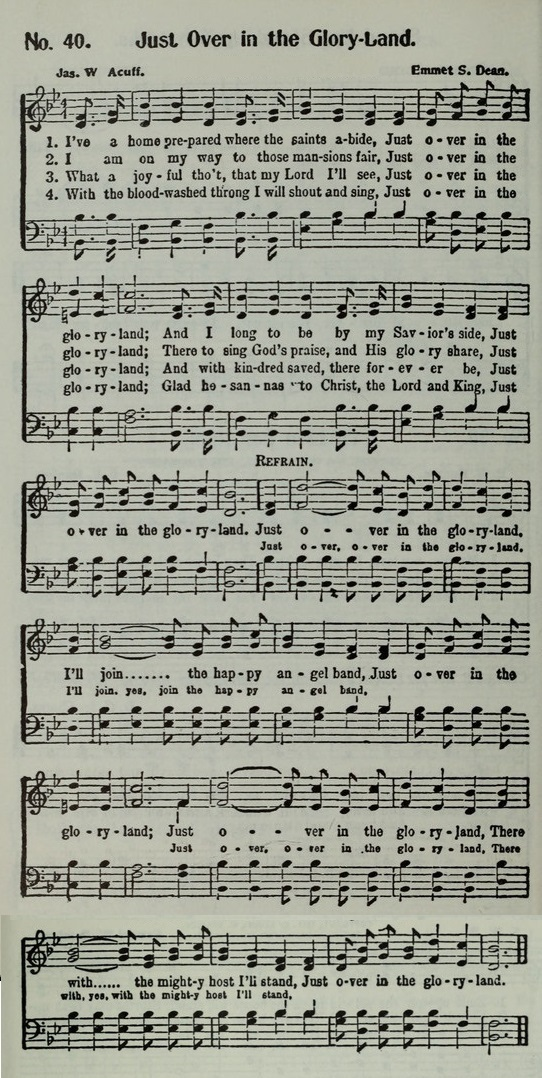
Just Over in the Glory-Land (1921)

Just over in the Gloryland (engl., etwa „Da drüben im Land der Herrlichkeit“) ist ein Gospel, der 1906 erstmals in den USA auftauchte.

## Entstehungsgeschichte
„Gloryland“ ist das „Land der Herrlichkeit“. Das Copyright ist dem Liederbuch Glad Hosannas zufolge im Jahr 1906 registriert worden, so dass es sich formal um ein Spiritual (den Ursprung des Gospels) handelt. Das Buch mit 152 Einträgen galt in den Südstaaten als Referenzbuch für Baptisten und Methodisten. Die Musik von Just over in the Gloryland stammt von Emmett Sydney Dean (1876–1951), der Liedtext von James Warren Acuff (1864–1937). Dean war ein Musiker der Methodisten, Acuff ein bekannter Autor von Gospel-Hymnen in der Church of Christ von Texas.
Seit 2021 ist der Urheberrechtsschutz abgelaufen, das Lied ist damit Public Domain und ein Traditional, sofern keine Bearbeitung registriert wird.

## Aufnahmen auf Tonträger
Die Originalaufnahme mit dem Carson Family Sacred Quartet (drei Frauen, ein Mann) fand am 19. Oktober 1926 in New York City statt, sie wurde jedoch nicht veröffentlicht. An jenem Tag wurde sie für OKeh Records unter der Matrix 80178-A registriert.
Danach nahm Sam Morgan’s Jazzband am 22. Oktober 1927 in New Orleans ihre Version auf, veröffentlicht am 20. Dezember 1927 als B-Seite von Down by the Riverside (Columbia #14267).
Coverversionen stammen insbesondere von den Mainer’s Mountaineers (Leonard Stokes/George Morris; aufgenommen am 23. Januar 1938), Brown’s Ferry Four (August 1949), Patterson Singers (aufgenommen am 14. August 1950), Lonnie Donegan & Skiffle Group (aufgenommen am 22. Oktober 1959, veröffentlicht im November 1959), Stanley Brothers (Juni 1960), Tennessee Ernie Ford (Februar 1964), The Lords (Columbia #23576, September 1967), Chris Barber (LP Chris Barber in Berlin; aufgenommen am 26. November 1968). Die Lords kamen nur mit diesem Musiktitel in die deutschen Top-10-Charts (#8). Bei ASCAP sind 114 Coverversionen registriert.

## Adaptionen mit anderem Text
Das deutschsprachige Stimmungslied Ja, mir san mit’m Radl da von den Wachauer Buam war die erste Coverversion mit deutschem Text, entstanden in Österreich (Philips #6023 036; 1971). In den Niederlanden wurde das Lied im selben Jahr für Fußball- und Eislauffans mit eigenen Texten versehen – sowohl als Ajax wint de wereldcup, getextet von Peter Koelewijn und dargeboten von De Specials, als auch als Ard, die heeft de wereldcup mit einem Text von Johnny Hoes gesungen von Kees Korbijn.